# Mokajny
Mokajny (niem. Storchnest) – wieś w Polsce, w województwie warmińsko-mazurskim, w powiecie elbląskim, w gminie Rychliki.
8 maja 1950 roku wprowadzono urzędowo nazwę Mokajmy. 1 stycznia 2006 roku dokonano przemianowania na Mokajny.
W latach 1975–1998 miejscowość administracyjnie należała do województwa elbląskiego.